# Čao Čcheng-šou
Čao Čcheng-šou (zjednodušená čínština: 赵承绶; tradiční čínština: 趙承綬; pchin-jin: Zhào Chéngshòu; 1891 – 1. října 1966), zdvořilostní jméno Yinfu (印甫), byl čínský generál Kuomintangu z regionu Wutai, Šan-si.

## Biografie

### Mládí
Roku 1908 byl přijat na Základní vojenskou školu v Tchaj-jüanu. Následně postoupil na Střední vojenskou školu v Čching-che. V roce 1911, když vypukla revoluce vedoucí ke svržení císařství a nastolení republiky, se vrátil do provincie Šan-si, aby se přidal k veřejnému vojenskému sboru Xin Daining. V listopadu téhož roku dva tisíce mužů sboru napadlo Ta-tchung. Čao Čcheng-šou vedl levicové partyzány k útoku. Když vstoupil do kraje Huairen, dozvěděl se, že Liga Ta-tchungu povstala. Wang Te-šeng, velitel za dynastie Čching, vedl své jednotky k ústupu. Veřejný vojenský sbor Xin Daining a Ta-tchungská povstalecká armáda si udržela Ta-tchung více než 40 dní. Po úspěšném usmíření severních a jižních revolucionářů se podle dohody veřejný vojenský sbor Xin Daining stáhl na jih průsmyku Yanmen. V roce 1912 byl tento sbor rozpuštěn. Čao Čcheng-šou znovu vstoupil do první přípravné vojenské školy v Čching-che. Po dokončení studia nastoupil do páté etapy Vojenské akademie v Pao-ting. Roku 1928 ho Jen Si-šan jmenoval velitelem kavalérie. Na této pozici Čao Čcheng-šou zůstal 10 let.

### Druhá čínsko-japonská válka
V roce 1936 byl nacionální vládou v Nankingu povýšen na hodnost generálporučík. 15. listopadu téhož roku Japonci a armáda Wang Yinga, zvaná Spravedlivá armáda velkého Hana[zdroj?], napadli Honggeltu[zdroj?]. Kavalerie Čao Čcheng-šoua zůstala v Honggeltu[zdroj?] aby udržela pozici. Bitva pokračovala ještě 2 dny. Japonci a Wang Ying se nemohli dostat skrz kavalerii. Místní bezpečnostní vojenské sbory spolupracovali s jednotkou Čao Čcheng-šoua. 16. listopadu se Čao Čcheng-šou a Fu Cuo-i přesunuli do přední linie v Ťi-ning, aby vedli jednotky. Po porážce nepřítele vyhráli bitvu o Honggertu[zdroj?]. Po této bitvě naplánoval Fu Cuo-i s pomocí Čao Čcheng-šoua bitvu o chrám Bailingmiao, kterou následně vyhráli. Díky důležitosti Suej-jüanského tažení byl Čao Čcheng-šou oceněn Řádem posvátné trojnožky druhého stupně.
Čao Čcheng-šou byl převelen do 1. kavalérie a sloužil jako velitel armády. Vedl armádu k útoku na region Linxi v provincii Rehe a dobyl kraj Shangdu na severu provincie Chahar a údolí Nanhao v kraj Huade. Poté byl Čao Čcheng-šou z důvodu porážky pravicové linie donucen k přemístění. V první polovině roku 1938 se vrátil na severozápad provincie Šan-si. Velitelství Čao Čcheng-šoua bylo umístěno v krajích Basing, Ningwu, Nanguan, Jingle a na dalších místech. Armáda osmé cesty byl umístěna v oblasti Sulan, Wuzhai, a Lanxian. V té době spolu Kuomintang a Komunistická strana Číny spolupracovaly. Jednotky 120. divize armády osmé cesty na severozápadě Šan-si byly vedeny Čao Čcheng-šouem. He Long, velitel 120. divize, osobně navštívil Čao Čcheng-šoua na hrázi v kraji Ningwu. Od té doby Čao Čcheng-šou mnohokrát spolupracoval s 120. divizí a vyhrál bitvy, jako například bitva o osmiúhelník, bitvu o pevnost Limin, bitva o Mitsui, bitva o Yijing a na dalších místech v kraji Ningwu, město Xuangang, kraj Shenchi, a kraj Wuzhai. V roce 1939 byl Čao Čcheng-šou povýšen na vrchního velitele 7. armády Národní armády a na ředitele druhého úřadu v provinciální vládě Šan-si. Poté, co se dozvěděl o Ústředním výbor Komunistické strany Číny, byl poslán do Jen-anu.

### Čínská občanská válka a pozdní život
Roku 1946, vypukla druhá občanská válka. Čao Čcheng-šou byl jmenován jako vrchní velitel polní armády Tchaj-jüan. V květnu 1948 napadl První vojenský sbor severočínské polní armády Ťin-čung. V červenci téhož roku se Čao Čcheng-šou vzdal této severočínské polní armádě (maoistům). Po vyhlášení Čínské lidové republiky roku 1949 pracoval na Ministerstvu vodních zdrojů. Zemřel v roce 1966 v Pekingu přirozenou smrtí.